# Sida schininii
Sida schininii är en malvaväxtart som beskrevs av Antonio Krapovickas. Sida schininii ingår i släktet sammetsmalvor, och familjen malvaväxter. Inga underarter finns listade i Catalogue of Life.